# Münchsteinach
Münchsteinach è un comune tedesco di  1 465 abitanti, situato nel land della Baviera.